# Глухарь. Приходи, Новый год!
«Глухарь. Приходи, Новый год!» — российский комедийный детектив. Премьера состоялась 31 декабря 2009 года на телеканале НТВ. В ролях фильма — герои телесериала «Глухарь». В фильме также появились персонажи сериала «Литейный» подполковник милиции Андрей Ухов (Андрей Федорцов) и майор милиции Анастасия Мельникова (Анастасия Мельникова).

## Сюжет
Грядёт Новый год. Глухарёв и Антошин пытаются раздобыть денег. С этой целью они фотографируют задержанного мошенника в милицейской форме и выдают его за погибшего следователя, который недавно устроился на работу в отдел. Ошарашенным сотрудникам ОВД ничего не остается делать, как сдавать деньги на похороны…. Узнав об этой хулиганской выходке своих подчиненных, Зимина в наказание оставляет друзей дежурить в новогоднюю ночь. 31 декабря юная беспризорница Вера крадёт телефон у подруги Антошина Насти и требует с позвонившего Дениса деньги за аппарат. Глухарёв и Антошин ловят Веру, но девочка сбегает.
И тут… совершенно неожиданно из Петербурга в Москву приезжают небезызвестные полковник Ухов и психолог Мельникова — сотрудники специального отдела по расследованию особо опасных дел со знаменитого «Литейного». Они тоже ищут Веру, которая стала свидетельницей одного загадочного преступления в Питере. Удастся ли им совместно с московскими коллегами найти девочку? В то же время Коле Тарасову приходится разбираться в непростой ситуации с восходящей звездой эстрады Алексом, которого обвиняют в плагиате — краже песни про Новый год. Докажет ли молодой певец Алекс свои авторские права на песню? И какие ещё невообразимые истории произойдут с нашими героями?

## В ролях
- Максим Аверин — Сергей Глухарёв (Глухарь), капитан милиции
- Александр Фурсенко — Баро
- Денис Рожков — Денис Антошин, друг Сергея Глухарёва
- Виктория Тарасова — Ирина Сергеевна Зимина, подполковник милиции
- Мария Болтнева — Настя Клименко, подруга Дениса Антошина
- Анастасия Мельникова — Анастасия Мельникова, майор милиции
- Андрей Федорцов — Андрей Ухов, подполковник милиции
- Владимир Фекленко — Николай Тарасов, лейтенант юстиции
- Софья Хилькова — Вера
- Александр Бобров — Андрей Агапов, старший лейтенант юстиции
- Алексей Воробьёв — Алекс, певец
- Владислав Котлярский — Станислав Михайлович Карпов, подполковник милиции
- Борис Покровский — Алексей Григорьевич Черенков, старший лейтенант юстиции
- Донатас Грудович — Петя-«Люцифер», гот